# 青野敏博
青野 敏博（あおの としひろ、1936年 - ）は、日本の医学者、産婦人科医。徳島大学名誉教授。愛媛県出身。大阪大学医学部医学科卒業。同大学大学院医学研究科修了。

## 経歴
1965年に大阪大学大学院医学研究科を修了し、1966年にハーバード大学に留学。その後、大阪大学助教授を経て、1986年に徳島大学教授に就任。2003年から2010年までは同大学学長を務めた。また日本産婦人科学会会長も歴任。1999年徳島新聞賞受賞。2011年秋の叙勲で瑞宝重光章受章。

## 著書
- 『図説プロラクチン』（1985年8月、医歯薬出版）
- 『産婦人科疾患とその治療 薬剤療法を中心に』（1988年9月、医薬ジャーナル社）
- 『婦人科(12)』（1989年8月、メディカ出版）
- 『産婦人科ベッドサイドマニュアル』（1991年9月、医学書院）
- 『最新不妊症診療マニュアル』（1992年7月、医薬ジャーナル社）
- 『母と子への栄養指導 健康づくりへの出発』（1992年8月、メディカ出版）
- 『産婦人科におけるホルモン療法の実際』（1994年1月、永井書店）
- 『臨床医のための女性ホルモン補充療法マニュアル 閉経前後のcareとcure』（1994年4月、医学書院）
- 『産婦人科ベッドサイドマニュアル第2版』（1995年2月、医学書院）
- 『更年期外来診療プラクティス　エキスパートがこたえる女性ホルモン補充療法Q&A』（1996年4月、医学書院）
- 『産婦人科ベッドサイドマニュアル』（1998年1月、医学書院）
- 『ARTスタッフマニュアル 体外受精から顕微授精まで』（1998年5月、医学書院）
- 『PCO症候群の診断と治療』（1996年11月、永井書店）
- 『臨床医のための女性ホルモン補充療法マニュアル第2版 閉経前後のcareとcure』（1999年4月、医学書院）
- 『産婦人科外来処方マニュアル』（2000年4月、医学書院）
- 『やさしい更年期障害の自己管理』（2000年11月、医薬ジャーナル社）
- 『産婦人科ベッドサイドマニュアル第4版』（2001年3月、医学書院）
- 『教科別助産婦国家試験問題(2002年度)』（2001年5月、メディカ出版）
- 『女40代からの「からだ」の最新医学』（2003年2月、講談社）

## 共著
- 『新女性医学大系』（武谷雄二、1998年5月、中山書店）
- 『婦人科改訂3版』（苛原稔、2003年4月、メディカ出版）
- 『出題基準別助産師国家試験問題(2003年度)』（竹内美恵子、2002年6月、メディカ出版）
- 『出題基準別助産師国家試験問題(2004年度)』（竹内美恵子、2003年6月、メディカ出版）
- 『産婦人科外来処方マニュアル第2版』（苛原稔、2003年10月、医学書院）
- 『産婦人科ベッドサイドマニュアル第5版』（苛原稔、2006年1月、医学書院）
- 『産婦人科外来処方マニュアル第3版』（苛原稔、2007年4月、医学書院）